# Rufus Norris
Rufus Norris (né le 16 janvier 1965  en Angleterre) est un réalisateur, acteur et metteur en scène britannique. Il est depuis 2015 le directeur artistique du Royal National Theatre.

## Théâtre

### Comme metteur en scène
- 2009 : La Mort et l'Écuyer du roi de Wole Soyinka, Royal National Theatre, Londres

## Filmographie partielle

### Comme réalisateur
- 2012 : Broken
- 2015 : London Road

### Comme acteur
- 1988 : Iron Angels 2 de Teresa Woo
- 1988 : Return Fire de Neil Callaghan
- 1990 : Demon Wind de Charles Philip Moore
- 2002 : Cutting Horse de Larry Clark